# تشنغ شي يانغ
تشنغ شي يانغ (بالصينية: 陈燮阳) هو قائد فرق موسيقة صيني التحق في عام 1953 بالمدرسة الثانوية التابعة لمعهد الموسيقى المركزي لدراسة العزف على البيانو، ثم تحول إلى كلية التلحين، وفي عام 1960 التحق بكلية القيادة بنفس المعهد وتعلم من الأستاذ هوانغ شياو تونغ. وفي عام 1965 تخرج بدرجة ممتازة وتولى منصب قائد الجوقة الدائم للأوركسترا التابعة لفرقة رقص الباليه بشانغهاى. ومنذ السبعينات سافر إلى كوريا الشمالية واليابان وكندا وفرنسا وغيرها من الدول لتقديم العرض والزيارة. وفي عام 1981 سافر تشن شي يانغ إلى الولايات المتحدة للدراسة العليا وتتلمذ على يد أوتو مولير في جامعة يالي، وتعاون مع فرقة الموسيقى الحديثة بنيويورك وأوركسترا بروكلين في تقديم العروض الموسيقية، وعرّفهم بأعمال الملحنين الصينيين الحديثين.

## روابط خارجية
- تشنغ شي يانغ على موقع ميوزك برينز (الإنجليزية)